# Stachylina litoralis
Stachylina litoralis är en svampart som beskrevs av Lichtw., M.M. White & Colbo 2001. Stachylina litoralis ingår i släktet Stachylina och familjen Harpellaceae.   Inga underarter finns listade i Catalogue of Life.